# Équipe du Canada de rugby à XV à la Coupe du monde 2003
L'équipe du Canada a terminé quatrième de la poule D de la Coupe du monde de rugby 2003.

## Résultats
(voir également Coupe du monde de rugby 2003)
4 matchs, 1 victoire, 3 défaites.
54 points marqués (4 essais dont 2 transformés, 9 pénalités, 1 drop), 135 points encaissés.

### Poule B
- 12 octobre : Pays de Galles 41 - 10 Canada
- 17 octobre : Nouvelle-Zélande 68 - 6 Canada
- 21 octobre : Italie 19 - 14 Canada
- 29 octobre : Canada 24 - 7 Tonga

Le Canada termine quatrième de son groupe et est éliminé.

### Meilleurs marqueurs d'essais
- Aaron Abrams, Sean Fauth, Quentin Fyffe, Kevin Tkatchuk : 1 essai

### Meilleur réalisateur
- Jared Barker, Bob Ross : 15 points

## Composition
Les joueurs ci-après ont joué pendant cette coupe du monde 2003.

### Première ligne
- Aaron Abrams (2 matchs, 1 essai)
- Kevin Tkachuk (4 matchs, 1 essai)
- Garth Cooke (3 matchs)
- Mark Lawson (3 matchs)
- Rod Snow (4 matchs)
- Jon Thiel (2 matchs)

### Deuxième ligne
- Al Charron (3 matchs)
- Mike James (2 matchs)
- Ed Knaggs (1 match)
- Colin Yukes (4 matchs)

### Troisième ligne
- Ryan Banks (2 matchs)
- Jamie Cudmore (4 matchs)
- Jim Douglas (2 matchs)
- Josh Jackson (3 matchs)
- Jeff Reid (2 matchs)
- Adam van Staveren (3 matchs)

### Demi de mêlée
- Ed Fairhurst (2 matchs)
- Morgan Williams (3 matchs)

### Demi d’ouverture
- Jared Barker (2 matchs, 5 pénalités)
- Bob Ross (2 matchs, 4 pénalités, 1 drop)
- Ryan Smith (3 matchs)

### Trois-quarts centre
- John Cannon (2 matchs)
- Marco di Girolamo  (4 matchs, 1 carton jaune)
- Nik Witkowski (3 matchs)

### Trois-quarts aile
- Sean Fauth (2 matchs, 1 essai)
- Matt King (1 match)
- Dave Lougheed (2 matchs)
- Winston Stanley (3 matchs)

### Arrière
- Quentin Fyffe (3 matchs, 1 essai)
- James Pritchard (2 matchs, 2 transformations)